# ستيفن أونيانجو
ستيفن أونيانجو (بالإنجليزية: Stephen Onyango)‏ هو لاعب كرة قدم أوغندي، ولد في 24 ديسمبر 1989 في بوسيا ‏ في أوغندا.